# Jean-Jacques Rutledge
Jean-Jacques Rutledge (ou Rutlidge), né le 3 août 1742 à Dunkerque et mort le 28 mars 1794 à Paris, est un dramaturge, journaliste et activiste révolutionnaire français d'origine irlandaise. Intermédiaire entre la pensée politique anglaise et le patriotisme français, il participe aux grands débats intellectuels de son époque avant de s'engager dans le républicanisme radical de la période révolutionnaire.

## Biographie
Issu d'une famille d'armateurs d'origine irlandaise, qui par son implication dans la cause jacobite que Jean-Jacques avait obtenu le titre de baronnet. Avant la Révolution, Jean-Jacques s'est fait appeler légitimement «le chevalier Rutledge». Il est marqué dès son plus jeune âge par une éducation rigoureuse au collège des Jésuites de Dunkerque, où il passe dix années sans interruption. 
En 1760, il intègre le régiment de cavalerie franco-irlandais du duc de Fitz-James, y combat pendant la Guerre de Sept Ans mais la dissolution de l'unité en 1763 le pousse en Italie avant de s'installer à Lille en 1769. Il épouse à Dunkerque la fille d'un armateur. À partir de 1776, il se fixe à Paris pour y régler des affaires familiales et commence à vivre de sa plume en se dédiant au journalisme et à l'écriture de drames. La même année, Rutledge rejoint la loge maçonnique parisienne « L'Irlandaise du Soleil Levant », affiliée au Grand-Orient, ce qui lui offre un accès aux sphères intellectuelles et politiques influentes de l'époque. Il proposa à Turgot et à Sartine différents projets pour la marine, mais l'intrépidité de ses Essais politiques, dans lesquels il comparait les systèmes politiques français et anglais, lui vaut d'être arrêté quelques mois en 1777.
Le caractère combatif de Rutlidge est bien en phase avec les tensions nées de la Révolution française. Il se fait le champion des boulangers de Paris, milite activement pour la liberté du commerce du pain et publie en 1789 un "Mémoire pour la communauté des maîtres-boulangers de la ville et des faubourgs de Paris" où il accuse Necker, de conspirer pour priver la capitale de pain. Ce document controversé suscite l'ire du Contrôleur général des finances et le conduit à une nouvelle arrestation. Toutefois, son engagement républicain lui vaut le soutien de figures révolutionnaires influentes, notamment Marat, qui obtient sa libération. Rutledge a fait appel à la philosophie morale et aux idées religieuses de la tradition républicaine anglaise ainsi qu'à sa théorie politique. Il associe ainsi l'idée d'une loi agraire à celle d'une constitution et tente, sur cette même voie, de convaincre l'Assemblée nationale d'introduire cette législation.
Durant la Révolution française, Rutledge devient un membre influent du club des Cordeliers et fonde Le Creuset, journal radical qu'il anime presque seul de janvier à août 1791 et devait marquer Babeuf. Ses prises de position radicales entraînent une scission au sein du club en décembre 1791. Soupçonné de collusion avec l'étranger en 1793, dénoncé par le poète Fabre d'Églantine avec d'autres figures dont Danton pouvaient craindre l'influence, il est arrêté mais relâché grâce à l'intervention de ses amis. Il demeure à Paris, où il décède six mois plus tard, au mois de mars 1794.

## Œuvre dramatique et journalistique
Rutledge est l'auteur de nombreux ouvrages, souvent publiés sous divers pseudonymes tels que le chevalier Bouillac, Rutofle de Lode, K.S. Wexb, Chevalier de Rütli ou Docteur Stearne, ainsi que sous les initiales M.L.C.J.R.G.A. (Monsieur le Chevalier James Rutlidge, Gentilhomme Anglais). Il se distingue par une prolifique activité de traduction et de publication, abordant des thématiques variées liées aux relations franco-britanniques, aux réformes économiques et aux principes républicains. L'un de ses grands mérites est d'avoir promu la littérature anglaise en France. Son style journalistique incisif et satirique lui vaut la reconnaissance de ses contemporains, mais aussi de nombreux ennemis. Le Creuset demeure l'un de ses accomplissements les plus marquants, influençant le débat politique au sein du club des Cordeliers et au-delà. Commentateur politique, pionnier de l'idéal républicain, ses thèses sont marquées par la lecture du théoricien politique anglais James Harrington (1611-1677).
- Thamar, tragédie, Londres et Bruxelles, 1769.
- An Essay on the character and the manners of the French, Londres, 1770.
- Le Retour du philosophe ou le Village abandonné, Bruxelles, 1772.
- Le Bureau d'Esprit, Liège, 1776. Comédie à clef qui tourne en dérision la vie mondaine des Salons parisiens.
- La Quinzaine anglaise à Paris, ou l'Art de s'y ruiner en peu de temps, ouvrage posthume du Dr Stearne, traduit de l'anglais par un observateur, Londres, 1776.
- Les Comédiens ou le foyer, comédie en un acte & en prose , 1777. Comédie qui tourne en ridicule le salon de Mme Geoffrin et les philosophes sur une idée de Linguet.
- Essais politiques sur l'état actuel de quelques puissances, Londres et Genève, 1777.
- Le Train de Paris ou le Bourgeois du Temps, Yverdon, 1777.
- Le Babillard, Paris, 1778.
- Calypso, ou les babillards: par une société de gens du monde et de gens de lettres, périodique, 1784.
- Le Vice et la faiblesse, ou Mémoires de deux provinciales, par l'auteur de la Quinzaine anglaise, Lausanne, Paris, 1785.
- Les Confessions d'un Anglais, ou Mémoires de Sir Charles Simpson, rédigés sur le manuscrit original par l'auteur de la Quinzaine anglaise, Lausanne, Paris, 1786.
- Éloge de Montesquieu, 1786.
- Alphonsine ou les dangers du grand monde, Paris, 1789.
- Mémoire pour la communauté des maîtres boulangers de la ville et faubourgs de Paris, presenté au Roi, le 19 Février 1789, 1789.
- Second Mémoire pour les maîtres boulangers, lu au Bureau des subsistances de l'Assemble [sic] nationale, 1789.
- Rappel des assignats à leur véritable origine : ou démonstration d'un plagiat dangereux du premier ministre et comité des finances, 1790.
- Sommaire d'une discussion importante (relative au plan du banque territoriale du modeste M. de Ferrières), 1790.
- Le Creuset. Ouvrage politique et critique, 1791.
- Le Naboth français Grands coupables dévoilés, Paris, 1792.